# U 661 (Kriegsmarine)
De U 661 was een Duitse U-boot van de Kriegsmarine tijdens de Tweede Wereldoorlog. Deze VIIC-U-boot werd gecommandeerd door Oberleutnant-zur-See Erich Lilienfeld. Ze voer mee met de 'wolfsbende' die een dagenlange aanval uitvoerde op het konvooi SC-104, op 13 oktober 1942. 

## Geschiedenis
Op 13 oktober 1942 werd de U 661 aangevallen en geramd door de Britse torpedobootjager HMS Viscount. De U 661 ging verloren samen met de 44-koppige bemanning. Eerst werd gedacht dat de U 661 voordien op 5 oktober 1942, ten zuidwesten van IJsland zou gezonken geweest zijn, in positie 58° 41′ 0″ NB, 22° 58′ 0″ WL door vier dieptebommen van een Brits Lockheed Hudson-vliegtuig van Squadron 269/N, maar het was de U 619.